# Capital Hill

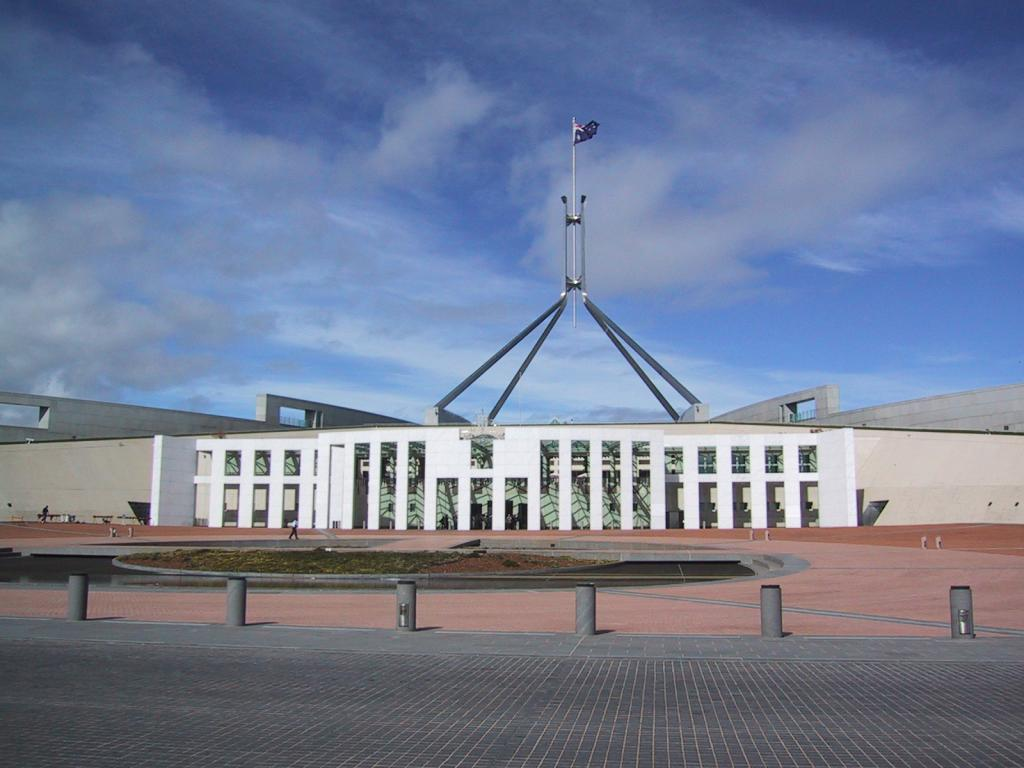
Parliament House

Capital Hill ist ein Stadtteil in der australischen Hauptstadt Canberra ohne ständige Bevölkerung. Der ursprünglich Kurrajong Hill genannte Hügel bildet die Südspitze des repräsentativen Parliamentary Triangle und ist von einer kreisförmigen Straße umgeben. 1912 wählte Walter Burley Griffin diese Stelle als Zentrum des zukünftigen Regierungsviertels.

## Geschichte
Das Parlamentsgebäude sollte ursprünglich etwas weiter unten in Richtung Lake Burley Griffin am Camp Hill entstehen, zwischen dem Capital Hill und dem provisorischen Parlamentsgebäude. Griffin wehrte sich gegen den Plan, ein Provisorium am Fuße des Camp Hill zu errichten, denn beim Bau eines definitiven Gebäudes auf der Hügelkuppe hätte es abgerissen werden müssen. Tatsächlich sahen die in den Jahren 1958 und 1964 von William Holford präsentierten Pläne genau aus diesem Grund einen Neubau am Seeufer vor. Als das provisorische Parlamentsgebäude zu klein geworden war, beschloss das australische Parlament im Jahr 1974, Griffins ursprünglicher Absicht zu folgen und den Neubau auf dem mit Sträuchern bewachsenen Capital Hill zu errichten. Zu diesem Zweck verabschiedete es ein Gesetz, den Parliament Act 1974. Die Bauarbeiten begannen 1981 und sieben Jahre später eröffnete Königin Elisabeth II. das Gebäude offiziell. Der Bau des neuen Parlaments (Parliament House) erforderte die Entfernung der oberen Hälfte des Hügels. Nachdem der Rohbau fertig war, wurde dieser mit der zuvor entfernten Erde wieder überdeckt.

## Straßennamen
Die Straßen, die vom Capital Hill ausgehen, sind nach den Hauptstädten der australischen Bundesstaaten benannt und verlaufen ungefähr in der Richtung, in der sich diese Städte befinden. Dies sind Brisbane Avenue, Sydney Avenue, Canberra Avenue, Hobart Avenue, Melbourne Avenue, Adelaide Avenue, Perth Avenue und Darwin Avenue. Die Straßen, die den Hügel in konzentrischen Kreisen umgeben, sind nach den Einflusssphären benannt: Capital Circle, State Circle, National Circle, Dominion Circle und Empire Circle (Hauptstadt, Bundesstaat, Nation, Dominion und Britisches Weltreich). Als Griffin seinen Plan für die neue Hauptstadt entwarf, gab es berechtigte Hoffnungen, dass Neuseeland möglicherweise dem Australischen Bund beitreten könnte. Eine der beim Capital Hill beginnenden Ausfallstraßen nannte er deshalb Wellington Avenue. Da Neuseeland den Beitritt jedoch definitiv ablehnte, änderte man den Straßennamen in Canberra Avenue.

## Geologie
Die Geologie von Capital Hill ist sehr detailliert untersucht worden. Die aus kalkhaltigem Schiefer bestehende Canberra-Formation ist im Südwesten und Nordosten zu finden. Sie überlagert den Camp-Hill-Sandstein aus der mittleren Silur-Epoche. Der Sandstein liegt diskordant über dem Black-Mountain-Sandstein des frühen Silurs und dem Schiefer beim State Circle. Letzterer ist Llandovery, der auf 445,7 Millionen Jahre datiert wurde und setzt sich aus laminierten Schiefern und Schluffstein zusammen. Der Black-Mountain-Sandstein besteht aus einem weißen Quarzsandstein. Die Deakin-Verwerfung durchschneidet den Südwesten des State Circle.